# آرامگاه شیخ امین‌الدین بلیانی
آرامگاه شیخ امین‌الدین بلیانی یا خانقاه علیا، عارف و دانشمند بزرگ، در شمال شهر کازرون قرار گرفته‌است و این اثر در تاریخ ۱۱ اردیبهشت ۱۳۵۷ با شمارهٔ ثبت ۱۵۹۸ به‌عنوان یکی از آثار ملی ایران به ثبت رسیده است.

## توضیحات
این آرامگاه در شمال شهر کازرون قرار گرفته‌است و مربوط به عارف فرزانه قرون ۷ و ۸، امین‌الدین بلیانی کازرونی است.این آرامگاه در دست مرمت است و به زودی موزه سنگ کازرون به این مجموعه اضافه خواهد شد.مصالح بکار رفته و نوع معماری این بنا شباهت زیادی به معبد آناهیتای بیشاپور دارد. مرمت ضلع جنوبی، سفید کاری و برچیدن فضاهای الحاقی از جمله اقداماتی است که بر روی بقعه در دست انجام است.